# Amy (2015)
Amy is een Britse biografische documentaire uit 2015 over de zangeres Amy Winehouse (1983-2011), geregisseerd door Asif Kapadia. De film ging in première op 16 mei op het Filmfestival van Cannes buiten competitie tijdens de Séances de minuit.

## Synopsis
De documentaire vertelt het levensverhaal van zangeres Amy Winehouse vanuit haar eigen perspectief. Ze was een zeer succesvolle artieste en werd bekroond met zes Grammy Awards. Haar wereldwijde succes had echter ook een keerzijde in de vorm van onder meer een turbulent mediacircus, dat in combinatie met haar roerige relaties en rock-'n-roll-levensstijl zijn tol begon te eisen. Op 23 juli 2011 overleed Amy Winehouse aan alcoholvergiftiging. Ze was 27 jaar oud.

## Participanten
- Amy Winehouse (archiefbeelden)
- Lauren Gilbert, vriendin
- Juliette Ashby, vriendin en flatgenoot
- Raye Cosbert, manager en promotor
- Nick Shymanksy, ex-manager en vriend
- Blake Wood, vriend
- Tyler James, vriend en flatgenoot
- Blake Fielder-Civil, ex-man
- Mitch Winehouse, Amy's vader (archiefbeelden)
- Janis Collins-Winehouse, Amy's moeder (archiefbeelden)
- Mos Def, rapper
- Pete Doherty, muzikant
- Tony Bennett, zanger
- Mark Ronson, producer en muzikant
- Salaam Remi, producer
- Nick Gatfield, directeur Island Records

## Respons
De familie van Amy Winehouse was niet tevreden over de film waarbij volgens hen de regisseur de feiten verdraaide. Hoewel ze van in het begin meewerkten aan de totstandkoming, distantieerden ze zich van het resultaat. Asif Kapadia beweerde op zijn beurt dat hij een zo objectief mogelijk beeld heeft proberen weer te geven aan de hand van honderden interviews met familie, vrienden en collega’s van de op 27-jarige leeftijd overleden artieste. De film werd in Cannes door het publiek onthaald met een ovationeel applaus. en kreeg een positieve beoordeling van de critici.

## Prijzen en nominaties
De belangrijkste:
| Jaar | Prijs | Categorie          | Genomineerde(n) | Uitslag     |
| ---- | ----- | ------------------ | --------------- | ----------- |
| 2016 | BAFTA | Beste documentaire | Asif Kapadia    | Gewonnen    |
| 2016 | BAFTA | Beste Britse film  | Asif Kapadia    | Genomineerd |
| 2016 | Oscar | Beste documentaire | Asif Kapadia    | Gewonnen    |